# برند ریورگ
برند ریورگ (انگلیسی: Bernd Nehrig؛ زادهٔ ۲۸ سپتامبر ۱۹۸۶) بازیکن فوتبال اهل آلمان است که در پست مدافع و هافبک بازی می‌کند.
از باشگاه‌هایی که در آن بازی کرده‌است می‌توان به باشگاه فوتبال گروتر فورث، باشگاه فوتبال سن پائولی، و باشگاه فوتبال اشتوتگارت اشاره کرد.
وی همچنین در تیم‌های ملی فوتبال تیم ملی فوتبال زیر ۱۶ سال آلمان، جوانان آلمان، زیر ۲۰ سال آلمان، و زیر ۲۱ سال آلمان بازی کرده‌است.